# Gemarkung Ahornberg
Die Gemarkung Ahornberg liegt im oberfränkischen Landkreis Hof, teils auf dem Gemeindegebiet der Stadt Helmbrechts (Gemarkungsteil 0), teils auf dem Gemeindegebiet der Gemeinde Konradsreuth (Gemarkungsteil 1).

## Geografie
Die Gemarkung hat eine Fläche von 14,155 km² und ist in 2353 Flurstücke aufgeteilt, die eine durchschnittliche Fläche von 6015,92 m² haben. In ihr liegen die Gemeindeteile Absang, Ahornberg, Almbranz, Birkenhof, Edlendorf, Gottschalk, Günthersdorf und Ringlasmühle.

### Benachbarte Gemarkungen
Die Nachbargemarkungen sind:
| - Gemarkung Helmbrechts - Gemarkung Leupoldsgrün - Gemarkung Markersreuth - Gemarkung Meierhof | - Gemarkung Münchberg - Gemarkung Neudorf - Gemarkung Volkmannsgrün |